# Sardis (Kentucky)
Sardis – miasto w Stanach Zjednoczonych, w stanie Kentucky, w hrabstwie Mason.